# 北薩横断道路

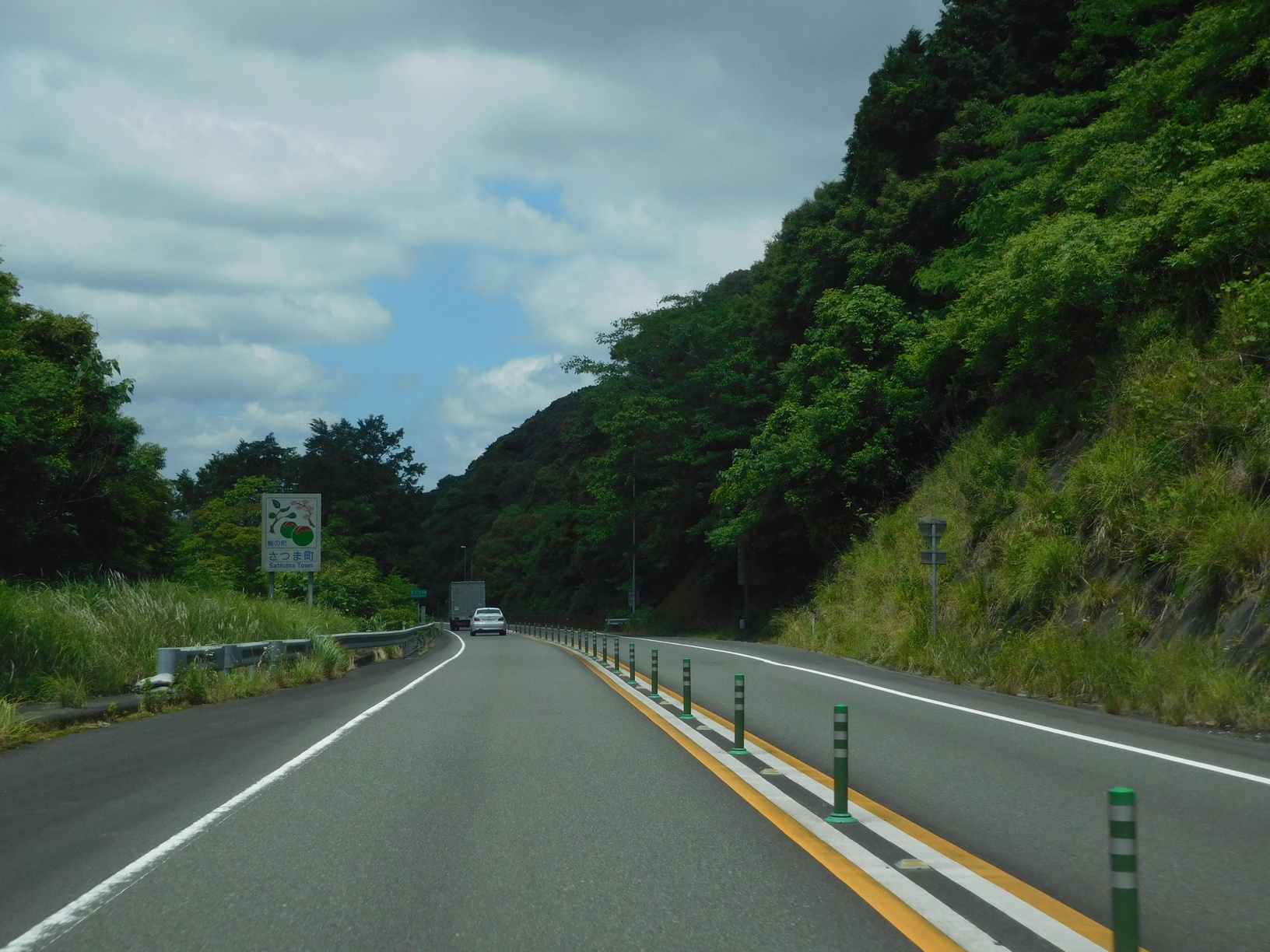
霧島市・さつま町境（出水・阿久根方面）

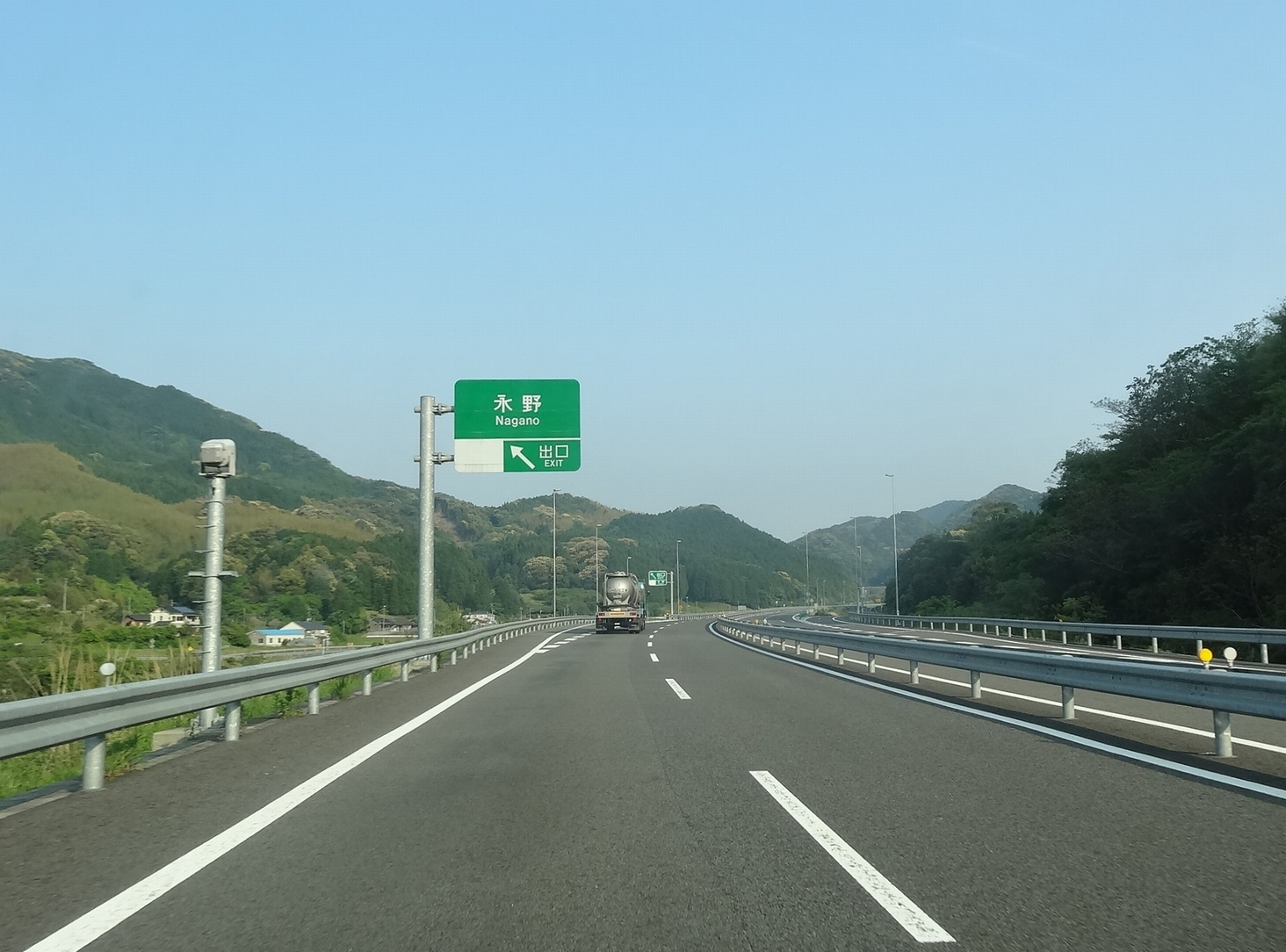
永野IC付近（鹿児島県さつま町、霧島市方面）

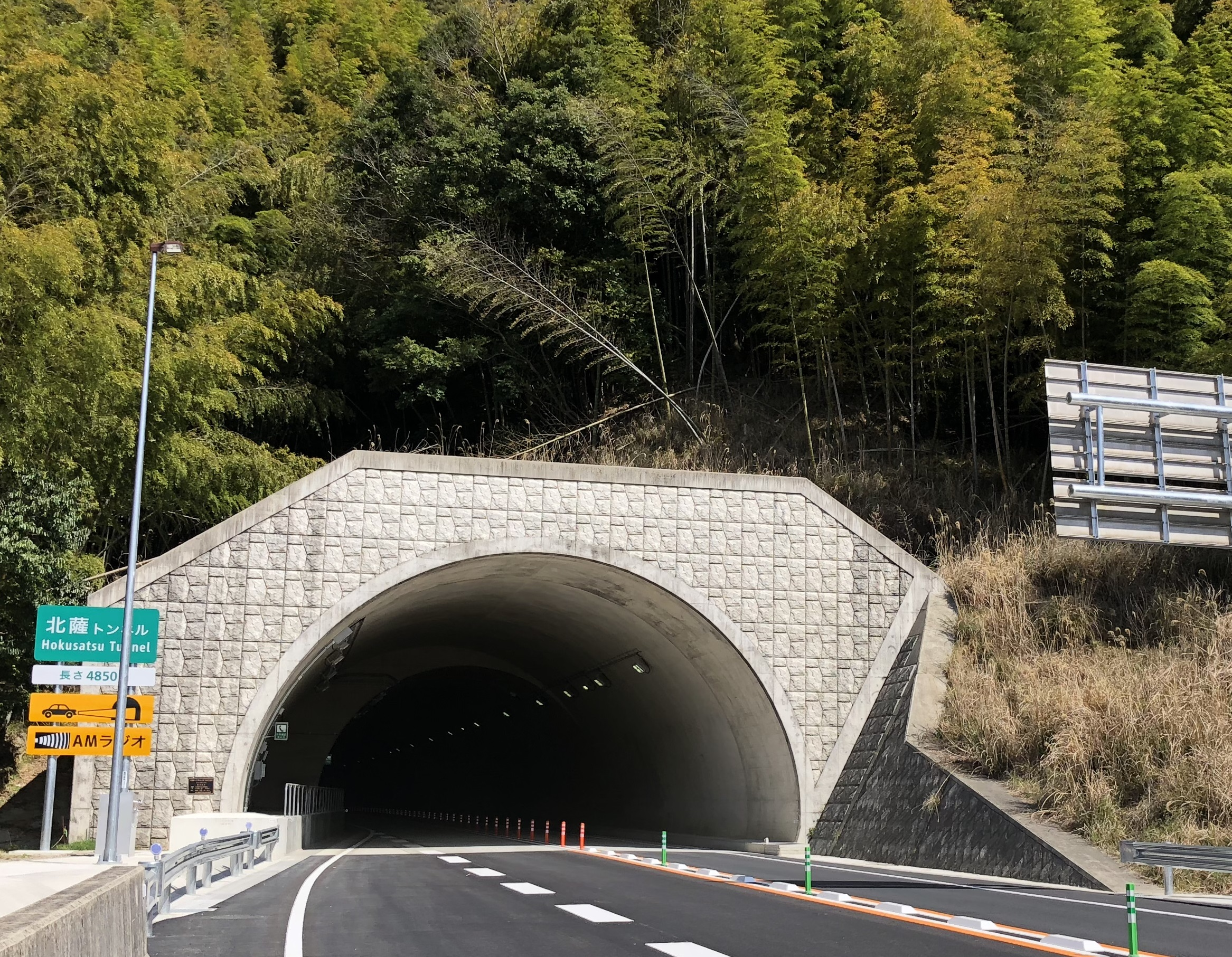
北薩トンネル（出水・阿久根方面）

北薩横断道路（ほくさつおうだんどうろ）は、鹿児島県霧島市溝辺町麓にある鹿児島空港から、同県薩摩郡さつま町、出水市を経て、同県阿久根市折口の南九州西回り自動車道阿久根北IC附近に至る予定の延長約70キロメートル (km) の地域高規格道路である。1994年（平成6年）12月16日計画路線に指定された。
道路利用者へ向けた案内標識上の道路名は北薩横断道路（英称:HOKUSATSU ODAN ROAD）または、国道504号（英称: Route 504）と表記される。一般国道504号のバイパスとして建設される。
野坂ICからさつま広橋ICまでおよびさつま泊野ICから高尾野ICまでの区間は自動車専用道路として供用されており、鹿児島空港付近から野坂ICまでの区間は自動車専用道路として、佐志IC（仮称は広瀬IC）からさつま泊野ICおよび高尾野ICから阿久根市までは一般道路として建設されることが予定されている。

## 概要
霧島市の鹿児島空港を起点とし、さつま町、出水市を通り、阿久根市までを結ぶ地域高規格道路として建設されている。2024年（令和6年）3月17日現在、野坂ICから佐志ICまでの間および、さつま泊野ICから高尾野ICまでの間が開通済みとなっており、供用延長は約31.4キロメートル、全区間の約48パーセントが供用済みである。
有川ICから野坂ICまで（溝辺道路）、さつま広橋ICから佐志ICまで（広瀬道路）の間が自動車専用道路として事業中である。また、高尾野ICから南九州西回り自動車道の阿久根北IC附近までの間の約9 kmが阿久根高尾野道路（一般道路規格）として2016年度から事業化されている。佐志ICからさつま泊野ICまでの間は計画路線となっている。
開通区間の最高速度は指定最高速度である70 km/hである。
きららICから中屋敷ICまでの区間にある紫尾山を貫く北薩トンネルは全長4,850メートル (m) であり、鹿児島県の道路トンネルとしては最長である。当該区間の開通により従来のルート経由できららICから高尾野ICまでの所要時間が25分であったものが、開通後は9分に短縮され、堀切峠の冬季の交通規制も回避可能となっている。
しかし2024年7月に発生した北薩トンネル内の崩落事故により、さつま泊野IC - 高尾野IC間が全面通行止めとなり、堀切峠の旧道は狭窄区間も多いことから当面の間は東側を通る国道328号への迂回措置がとられる。

## 歴史
- 2002年（平成14年）8月9日 : 野坂IC - 永野IC間が開通[8]。
- 2003年（平成15年）3月25日 : 中屋敷IC - 高尾野IC間が開通。
- 2009年（平成21年）3月23日 : 永野IC - さつま観音滝IC間が開通。
- 2012年（平成24年）2月14日 : さつま観音滝IC - さつま広橋IC間開通[9][10][11]。
- 2012年夏 : 佐志IC（当時の仮称は広瀬IC） - さつま泊野IC間が自動車専用道路から一般道路へ整備方針が変更される[12]。
- 2016年（平成28年） : 高尾野ICから阿久根市までの区間が阿久根高尾野道路として事業化される[13]。
- 2018年（平成30年）3月25日 : 北薩トンネルを含むきららIC - 中屋敷IC間が開通[14]。
- 2019年（平成31年）3月24日 : さつま泊野IC - きららIC間が開通[15]。
- 2020年（令和2年）度：溝辺道路（鹿児島空港 - 野坂IC）が事業化される[16][17]。
- 2021年（令和3年）度 : 宮之城道路（佐志IC（当時の仮称は広瀬IC） - さつま泊野IC）が事業化される[18]。
- 2023年（令和5年）
  - 3月3日 : 広瀬IC（仮称）の正式名称を佐志ICとすることと、広瀬道路（さつま広橋IC - 佐志IC間）が2023年度（令和5年度）開通予定であることを、塩田鹿児島県知事が県議会の答弁上で明らかにする[19]。
  - 11月28日 : 広瀬道路（さつま広橋IC - 佐志IC間）の開通予定日を2024年3月17日と公表[20]。
- 2024年（令和6年）
  - 3月17日 : さつま広橋IC - 佐志IC間が開通[2]。
  - 7月25日：北薩トンネル内で湧水による路面隆起が約50メートルにわたって発生、さつま泊野IC - 高尾野IC間が全面通行止めとなる。この後、同月26日に壁面コンクリートが崩落、同月27日には土砂の流出が発生している[21]。

## インターチェンジなど
- IC番号欄の背景色が■である部分については道路が供用済みの区間を示している。また、施設名欄の背景色が■である部分は施設が供用されていない、または完成していないことを示す。未開通のIC/JCT名は仮称。

| IC番号                           | 施設名         | 接続路線名                       | 距離 （km） | 備考                        | 所在地   |
| -------------------------------- | -------------- | -------------------------------- | ----------- | --------------------------- | -------- |
| -                                | 空港入口交差点 | 国道504号                        | 0.0         | 事業中                      | 霧島市   |
| -                                | 有川IC         | 県道56号隼人加治木線             |             | 事業中                      | 霧島市   |
| -                                | 竹子IC         | 県道55号栗野加治木線             |             | 事業中                      | 霧島市   |
|                                  | 野坂IC         | 国道504号 県道446号十三谷重富線  | 14.0        |                             | 霧島市   |
| -                                | 永野トンネル   |                                  |             |                             | さつま町 |
|                                  | 永野IC         | 国道504号                        | 20.0        |                             | さつま町 |
|                                  | さつま観音滝IC | 国道504号 県道403号黒木新地線    | 22.5        | 鹿児島空港方面出入口のみ    | さつま町 |
|                                  | さつま広橋IC   | 鹿児島県道396号薩摩祁答院線      | 24.0        |                             | さつま町 |
| -                                | 佐志IC         | 国道504号                        | 30.0        |                             | さつま町 |
| -                                | 宮之城IC       | 国道328号                        |             | 事業中                      | さつま町 |
| -                                | さつま泊野IC   | 国道504号                        | 40.0        |                             | さつま町 |
| -                                | きららIC       | 国道504号                        | 43.4        | 高尾野方面出入口のみ        | さつま町 |
| -                                | 北薩トンネル   |                                  | 43.4        | 全長4,850 m（鹿児島県最長） | さつま町 |
|                                  | 中屋敷IC       | 国道504号                        | 50.9        | 高尾野方面出入口のみ        | 出水市   |
| -                                | 高尾野トンネル |                                  |             |                             | 出水市   |
|                                  | 高尾野IC       | 国道504号                        | 54.3        |                             | 出水市   |
| この間事業中（阿久根高尾野道路） |                |                                  |             |                             | 出水市   |
|                                  | 阿久根北IC附近 | E3A 南九州西回り自動車道 国道3号 | 63.3        |                             | 阿久根市 |
| 島原天草長島連絡道路（候補路線） |                |                                  |             |                             |          |

## 事業区間
- 溝辺道路：空港入口交差点 - 野坂IC
- 北薩空港道路 : 野坂IC - 永野IC
- 薩摩道路 : 永野IC - さつま広橋IC
- 広瀬道路 : さつま広橋IC - 佐志IC（仮称は広瀬IC）[19][23]
  - 2014年度着工、2024年3月17日開通。総事業費は約170億円[2][20]。
- 宮之城道路 : 佐志IC - さつま泊野IC
- 泊野道路 : さつま泊野IC - 中屋敷IC
- 紫尾道路 : 中屋敷IC - 高尾野IC
- 阿久根高尾野道路 : 高尾野IC - 阿久根北IC（南九州道）

## 車線・最高速度
| 区間                    | 車線 上下線＝上り線+下り線 | 最高速度         | 管理者   | 備考              |
| ----------------------- | -------------------------- | ---------------- | -------- | ----------------- |
| 未開通区間              |                            |                  |          |                   |
| 野坂IC - 佐志IC         | 2=1+1                      | 70 km/h （指定） | 鹿児島県 | 永野IC付近は4車線 |
| 未開通区間              |                            |                  |          |                   |
| さつま泊野IC - 高尾野IC | 2=1+1                      | 70 km/h （指定） | 鹿児島県 |                   |
| 未開通区間              |                            |                  |          |                   |

## トンネル
- 高尾野トンネル（全長2,605 m 高尾野IC - 中屋敷IC）
- 北薩トンネル（全長4,850 m 中屋敷IC - きららIC）
2009年に着手。2013年3月24日に貫通し、2017年現在では鹿児島県内の道路トンネルとしては最長[5]、日本国内においては30番目のトンネル延長となった。2018年3月25日にきららICから中屋敷ICまでが開通するのに伴い供用を開始。
- 永野トンネル（全長172 m 永野IC - 野坂IC）

## 接続する予定の道路
- E3 九州自動車道（鹿児島空港附近）
- E3A 南九州西回り自動車道（阿久根北IC附近）
- 島原天草長島連絡道路（阿久根北IC附近）

## 通過する自治体
- 鹿児島県
  - 霧島市 - さつま町 - 出水市 - 阿久根市